# Umetnostno drsanje na Zimskih olimpijskih igrah 1994
Rezultati umetnostnega drsanja na XVII. zimskih olimpijskih igrah.

## Moški
| Medalja | Tekmovalec               |
| Zlato   | Aleksej Urmanov (RUS)    |
| Srebro  | Elvis Stojko (KAN)       |
| Bron    | Philippe Candeloro (FRA) |

## Ženske
| Medalja | Tekmovalka           |
| Zlato   | Oksana Bajulj (UKR)  |
| Srebro  | Nancy Kerrigan (ZDA) |
| Bron    | Lu Chen (KIT)        |

## Športni pari
| Medalja | Par                                        |
| Zlato   | Katarina Gordeva, Sergej Grinkov (RUS)     |
| Srebro  | Natalia Miškutenok, Artur Dimitrijev (RUS) |
| Bron    | Isabelle Brasseur, Lloyd Eisler (KAN)      |

## Plesni pari
| Medalja | Par                                   |
| Zlato   | Oksana Grišuk, Evgenij Platov (RUS)   |
| Srebro  | Maja Usova, Aleksander Žulin (RUS)    |
| Bron    | Jayne Torvill, Christopher Dean (VBR) |